# Musée du tracteur de Loulans-Verchamp
Le musée du tracteur de Loulans-Verchamp ou maison de repos du tracteur est un musée d'anciens tracteurs agricoles, fondé par Michel Bouchaton dans le village de Loulans-Verchamp dans la Haute-Saône en Franche-Comté.

## Historique
Durant sa carrière de débardeur d'exploitation forestière, Michel Bouchaton, passionné de tracteurs agricoles, en a réuni environ 150 de plusieurs marques, dans sa ferme de Loulans-Verchamp. Ils sont exposés avec de nombreux objets, dont des machines agricoles, chariots, outils, motos, bicyclettes, moteurs, machine à vapeur, etc., du siècle passé.

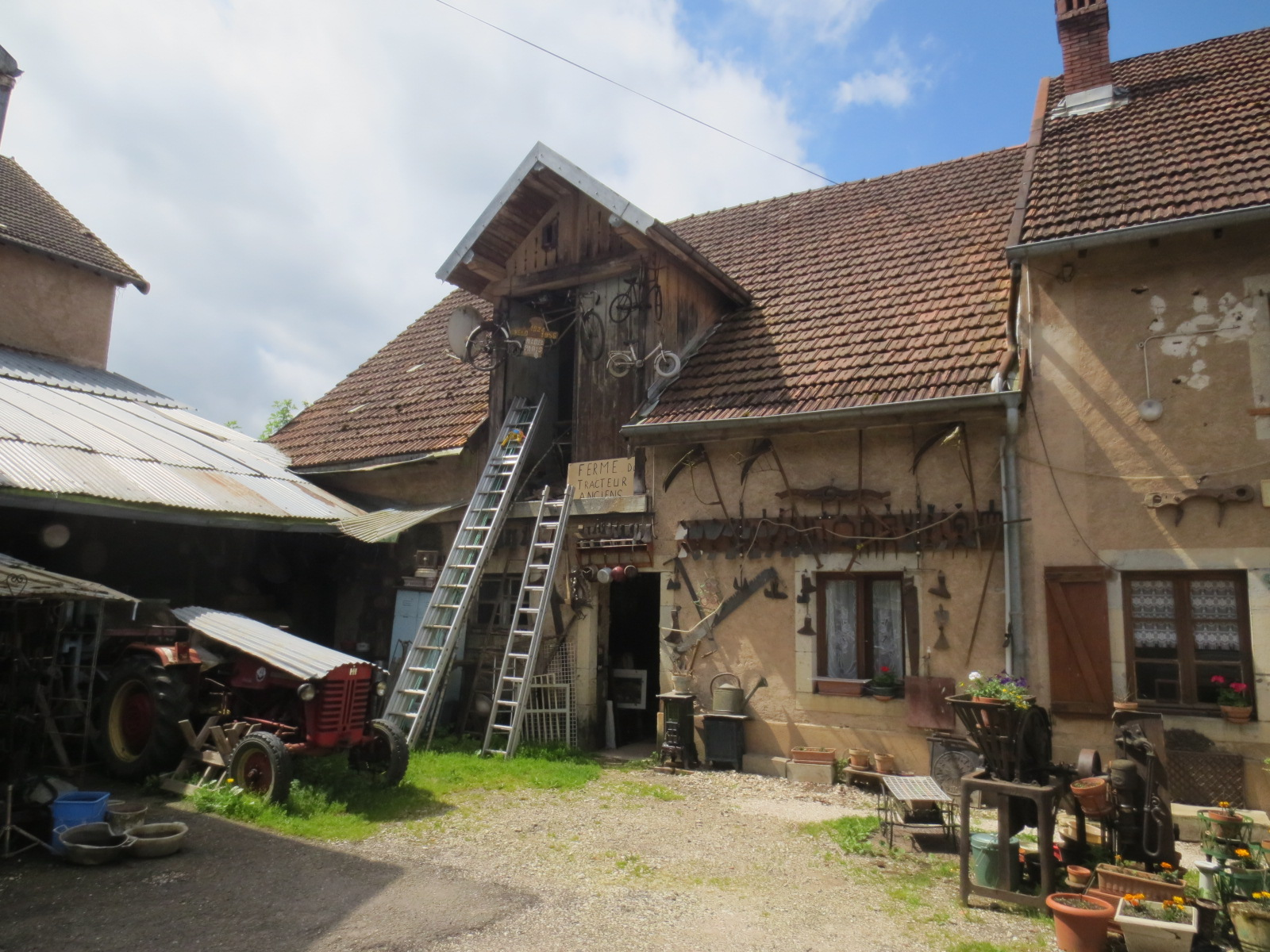
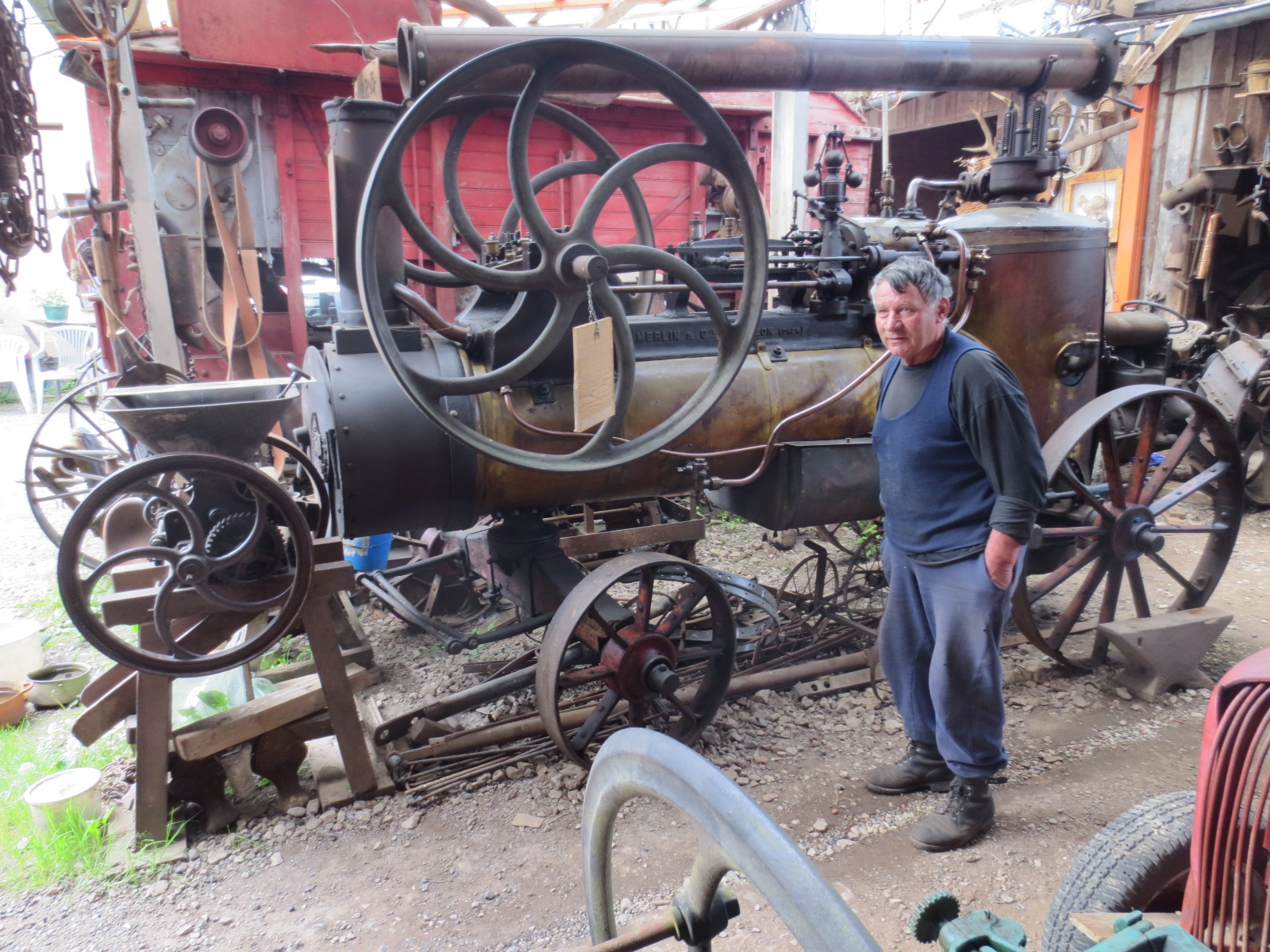
Michel Bouchaton
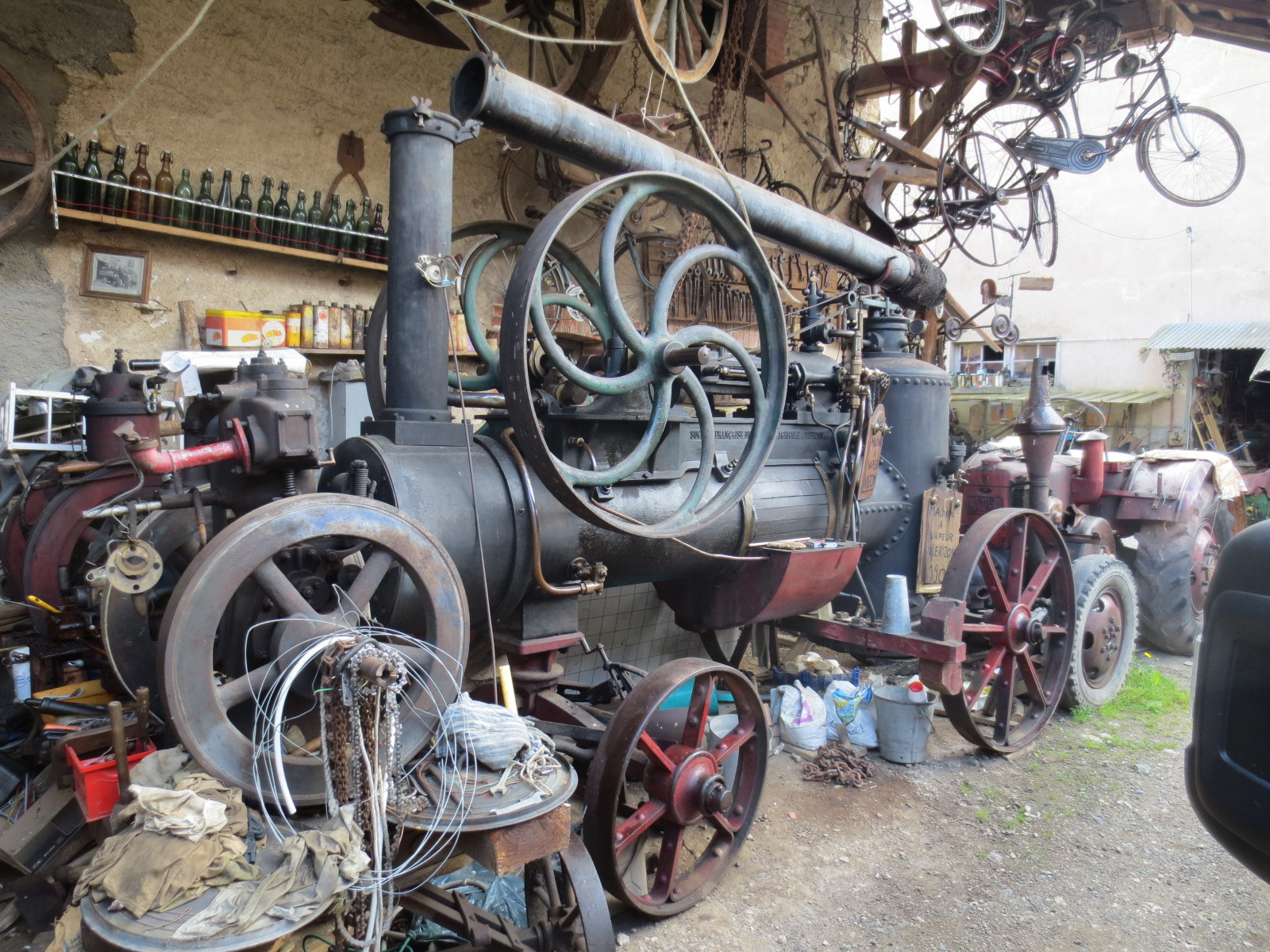
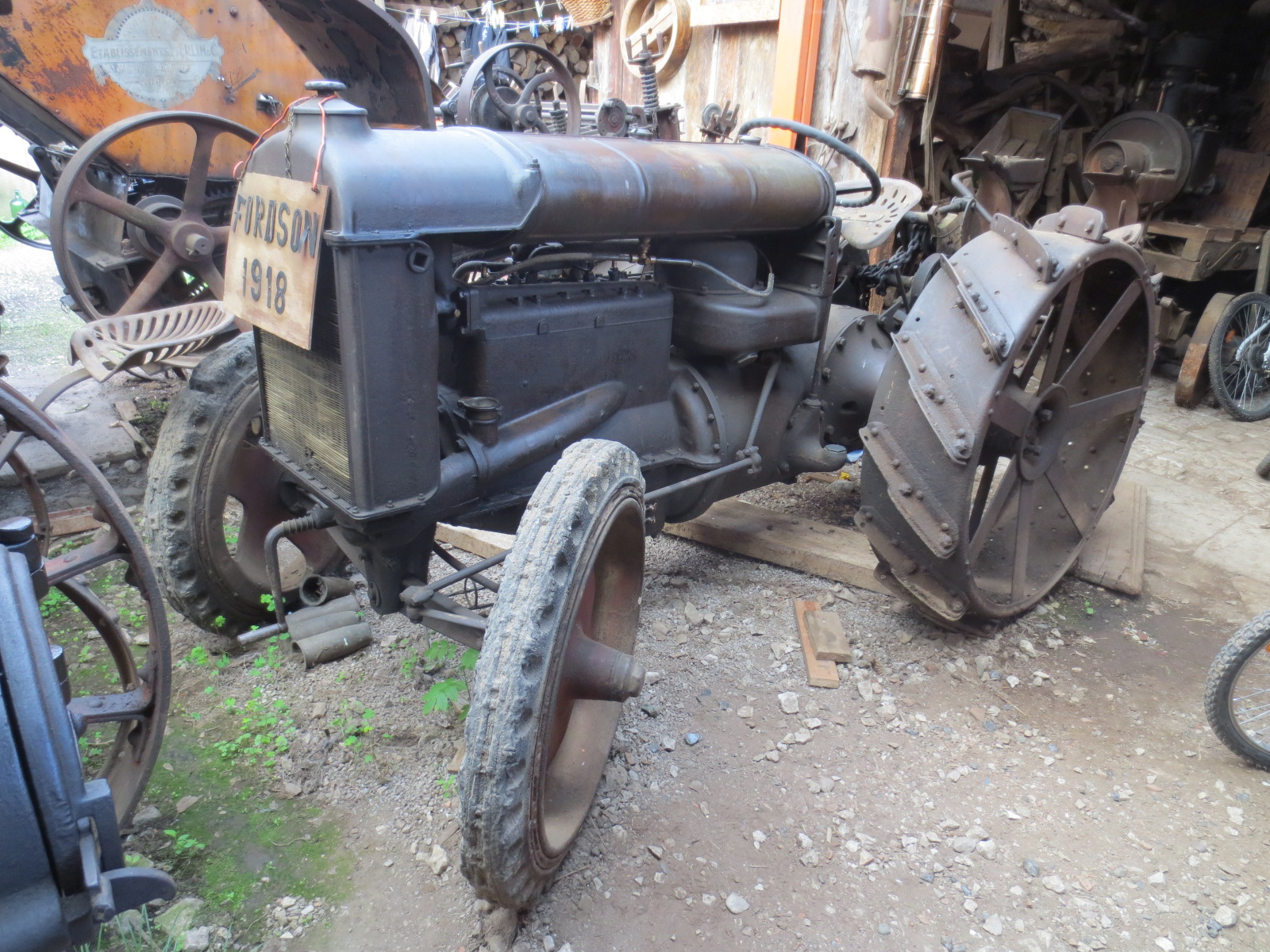
Fordson 1918
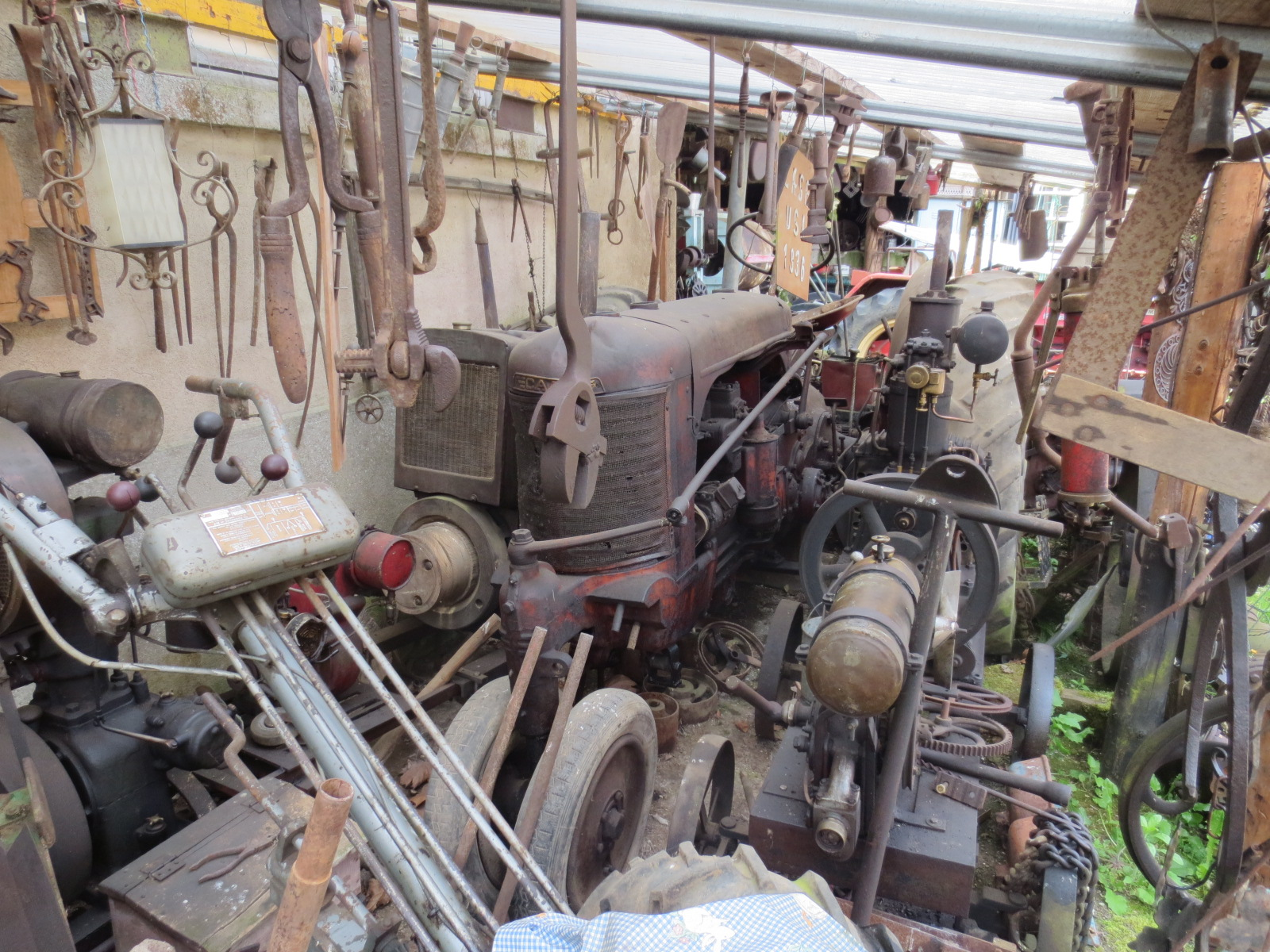
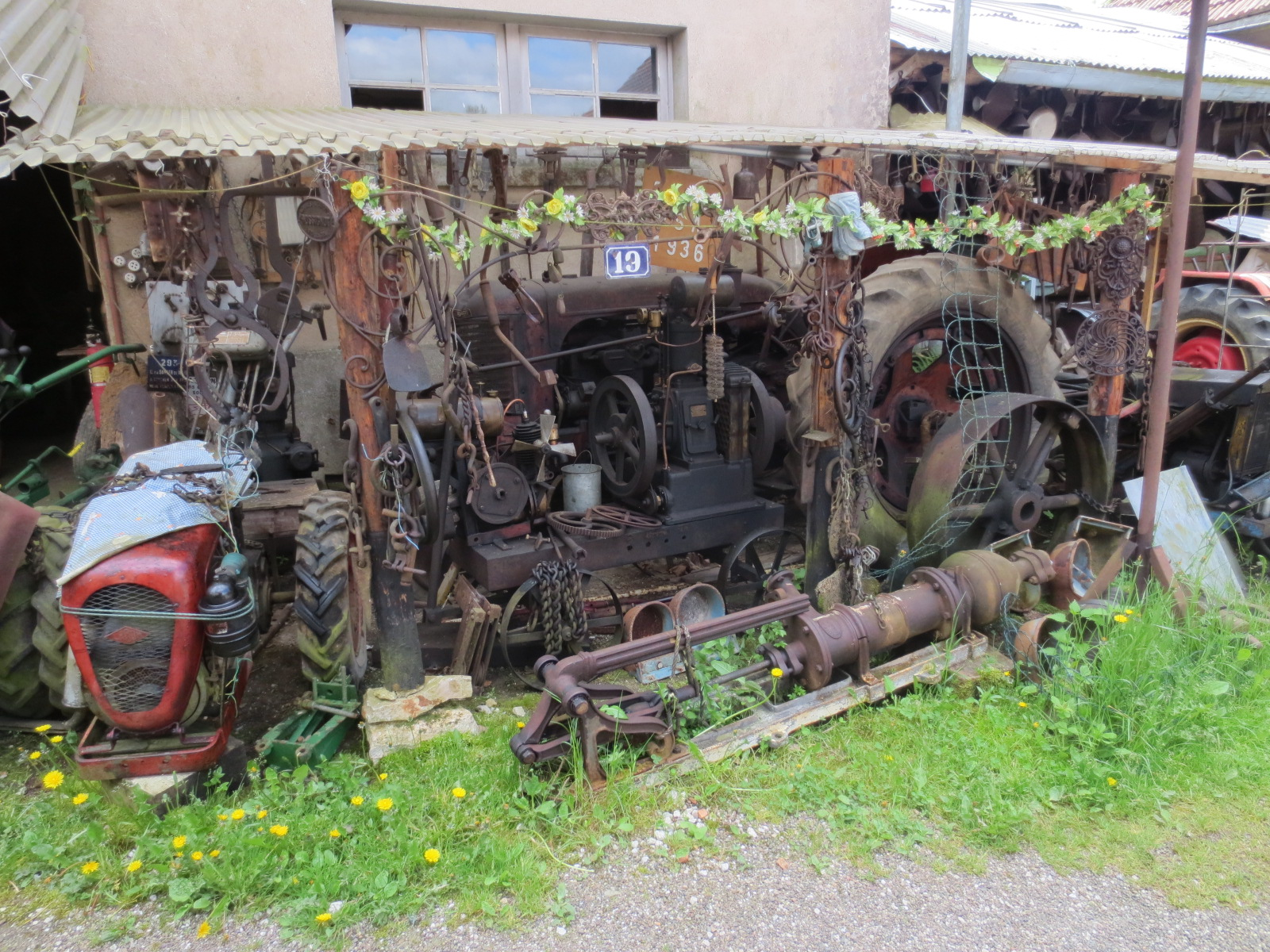
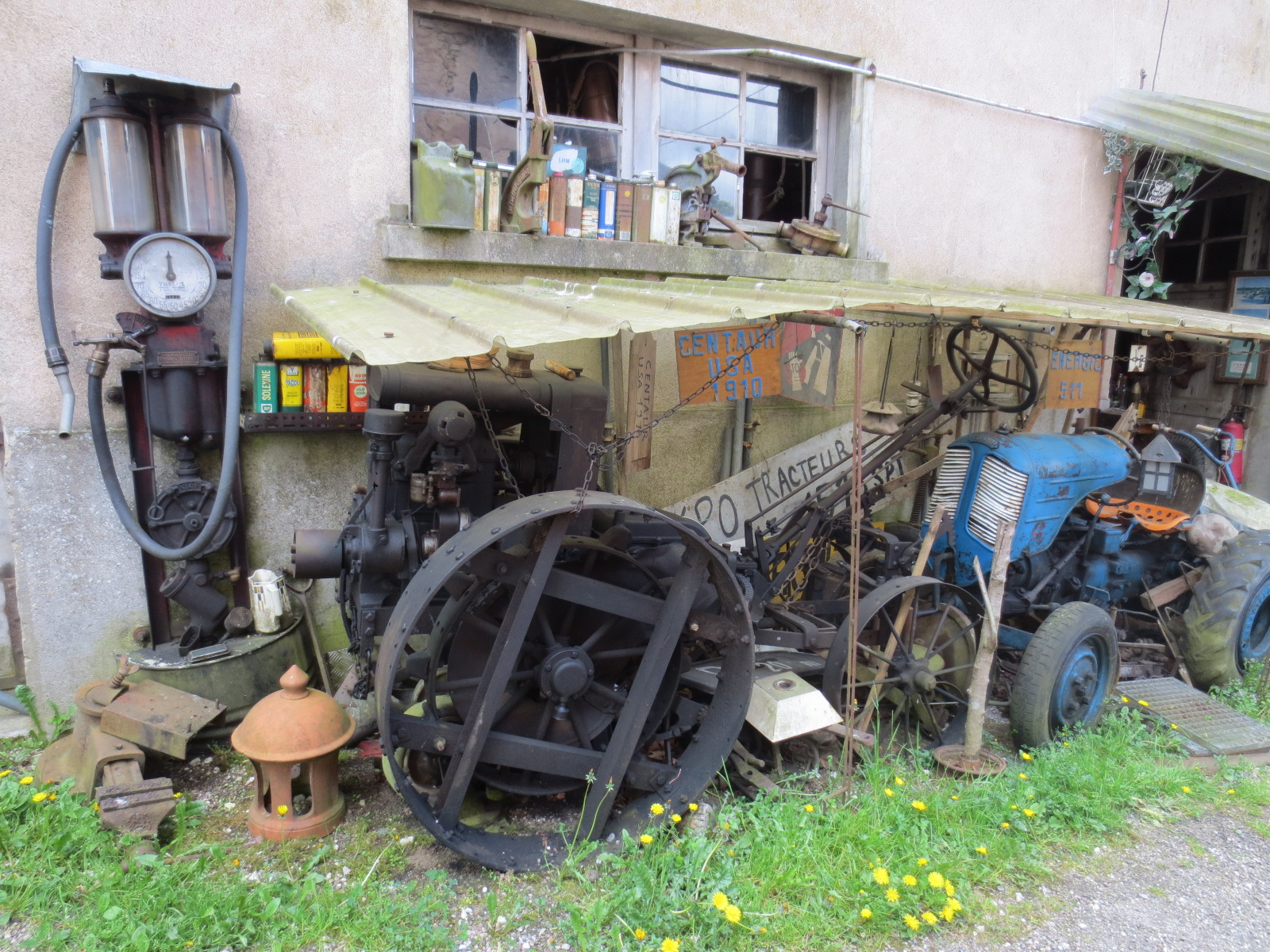
Centaur 1910
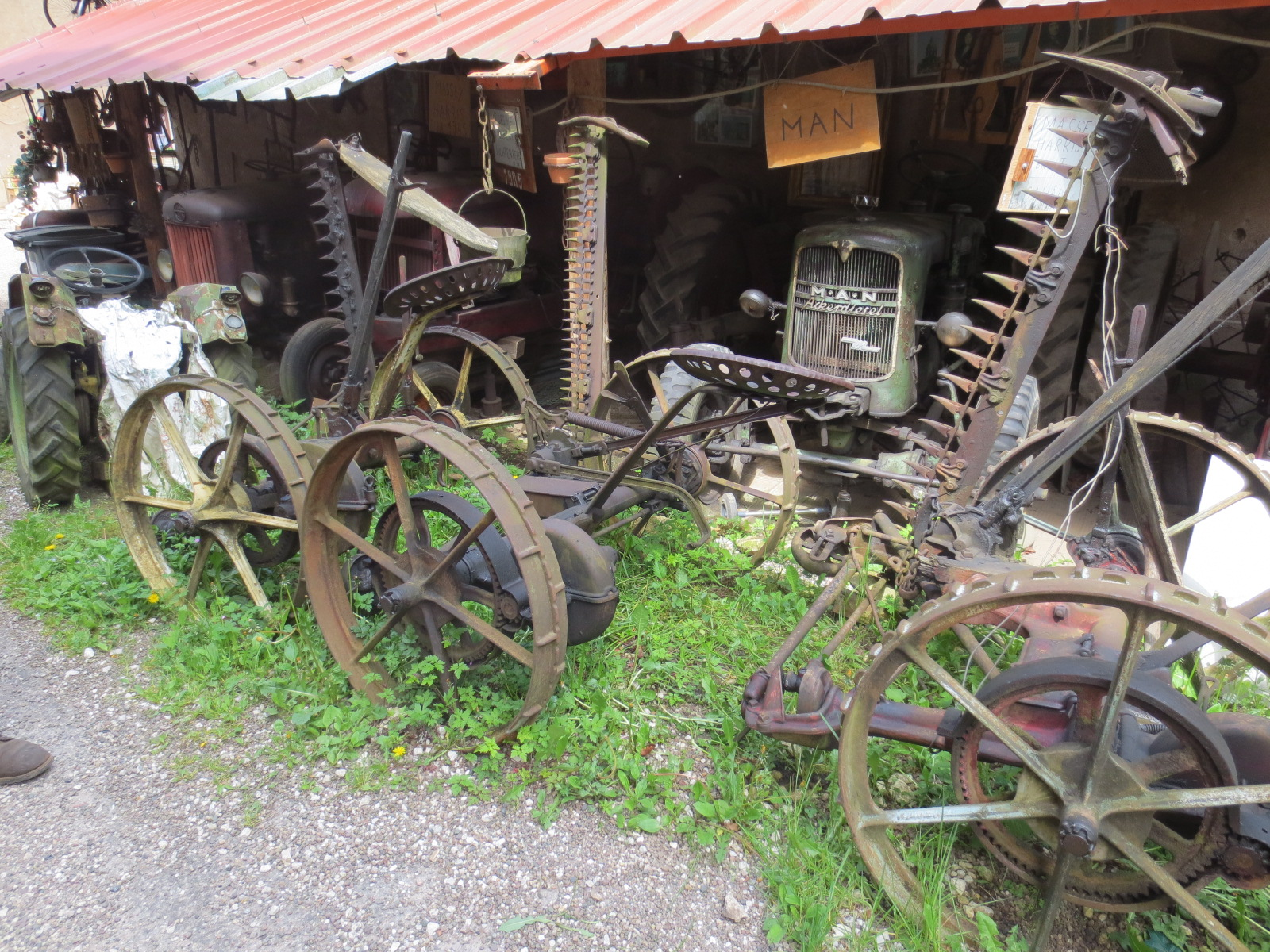
MAN
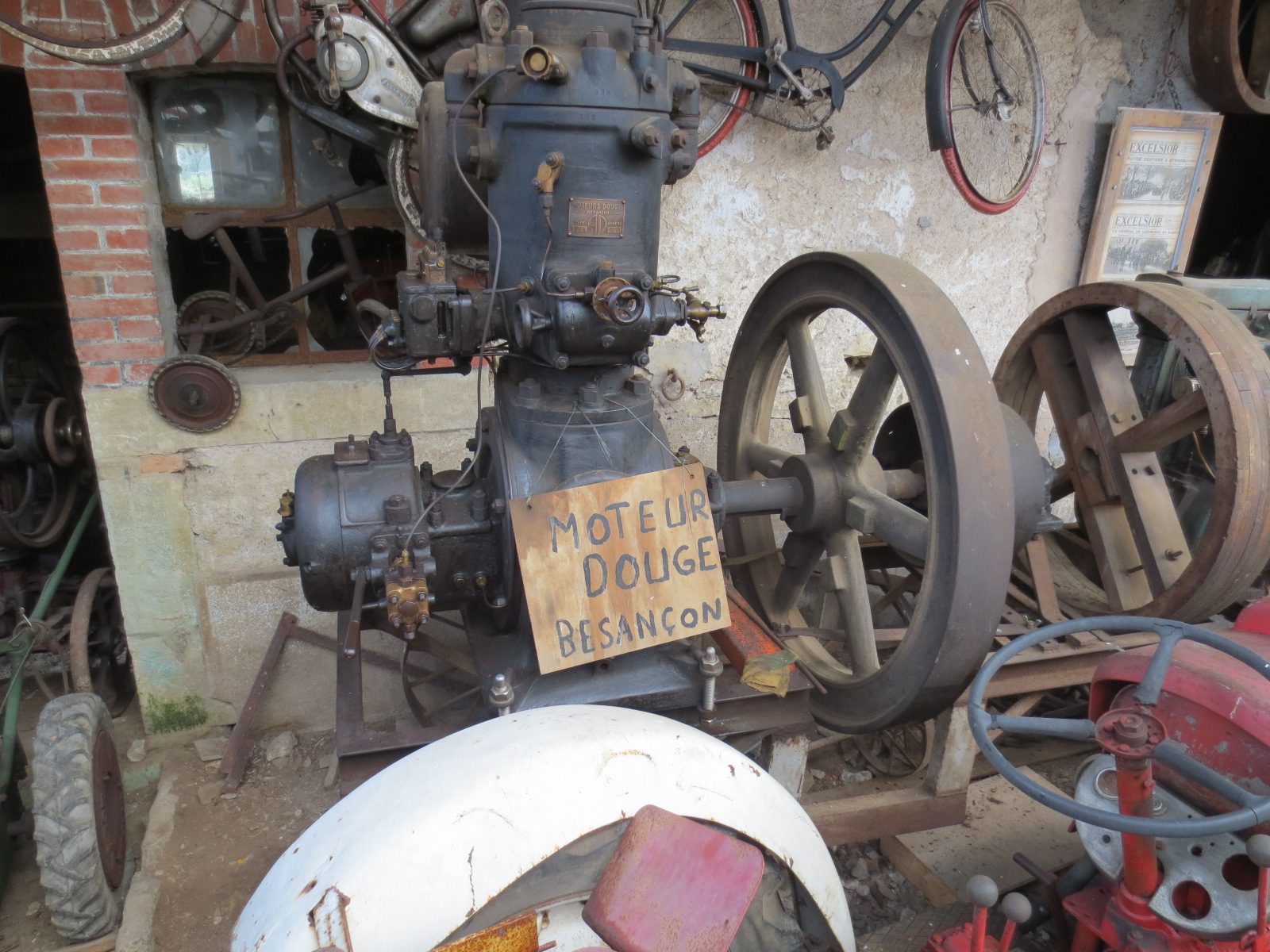
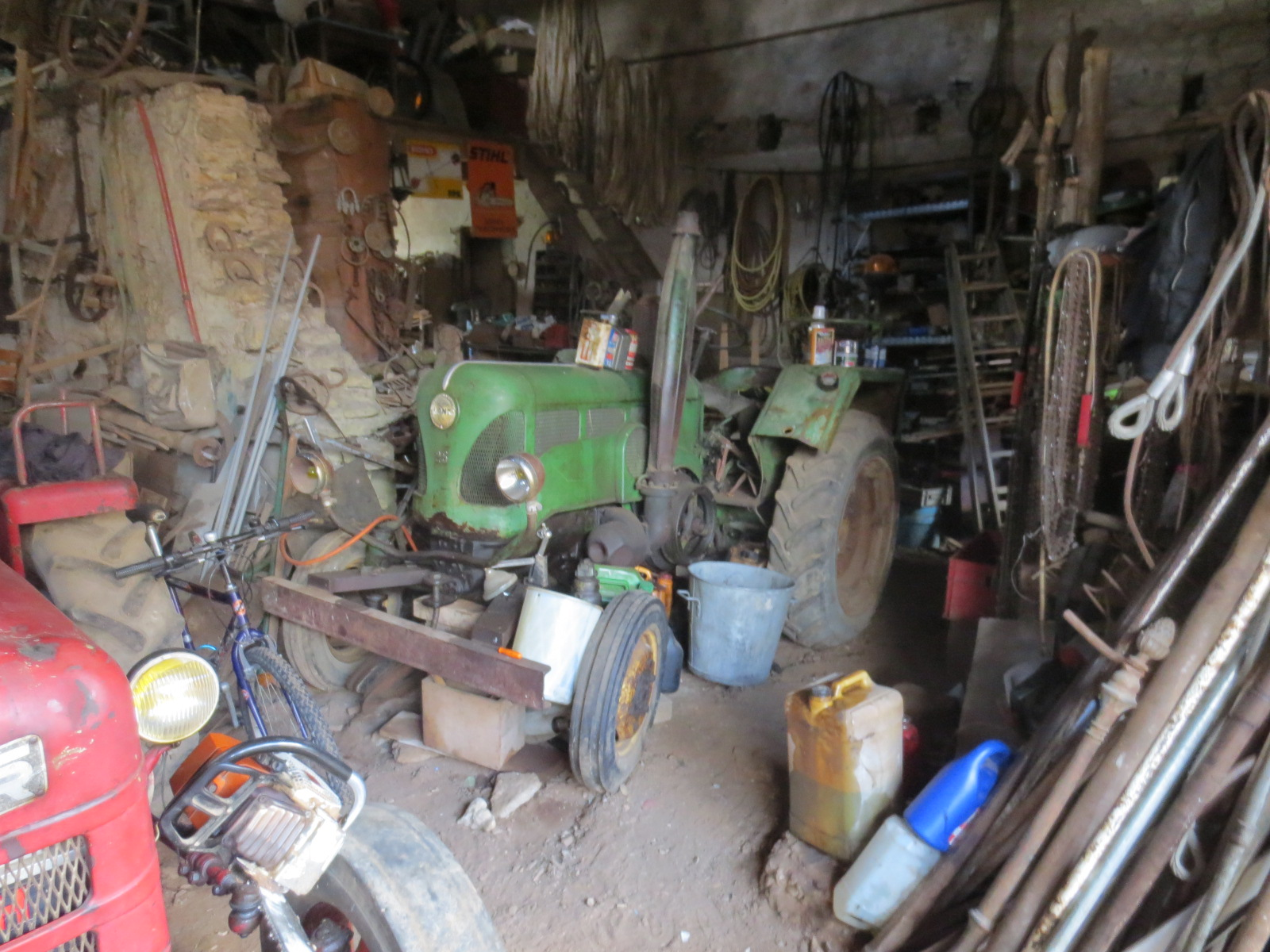
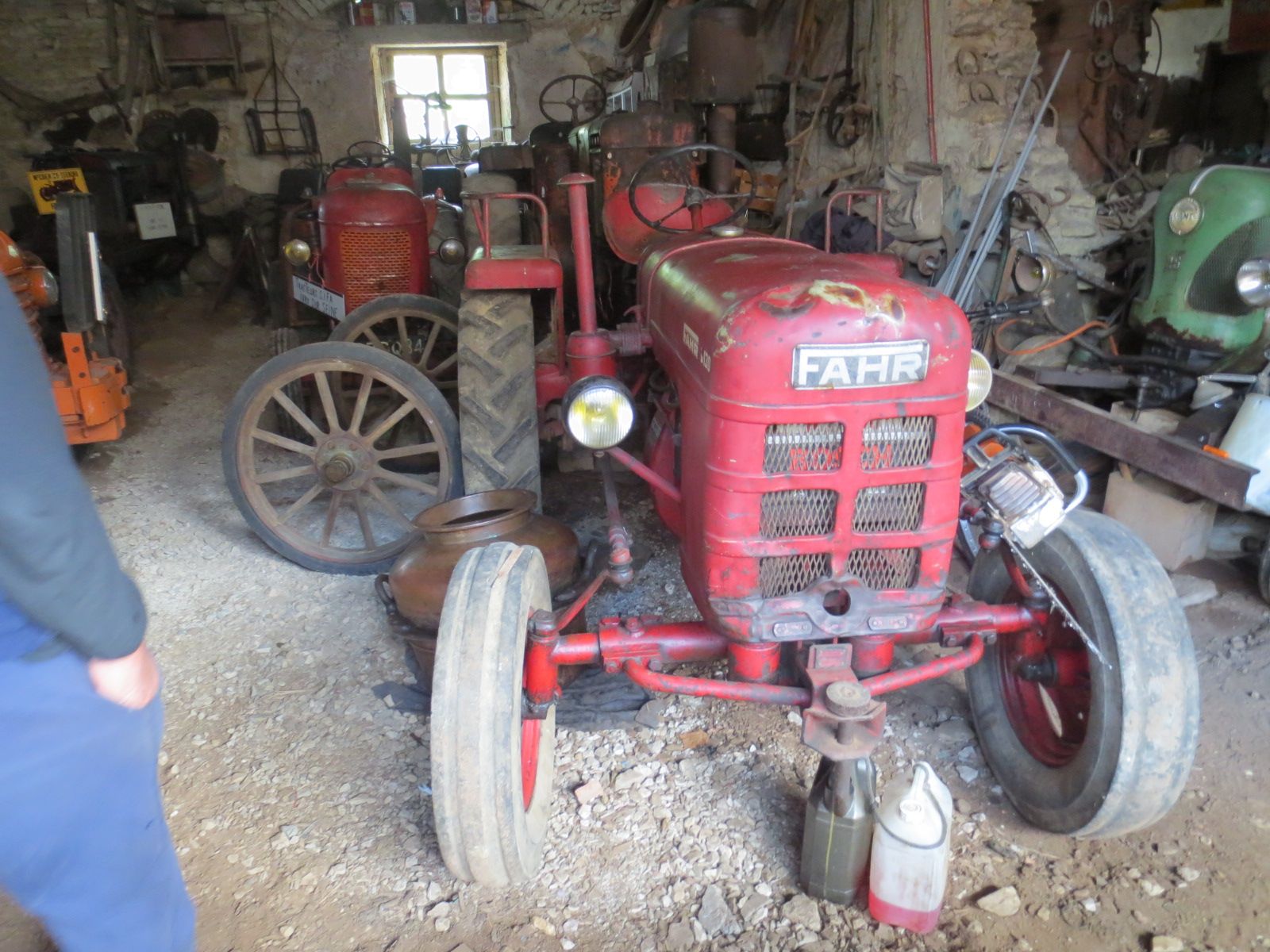
Fahr
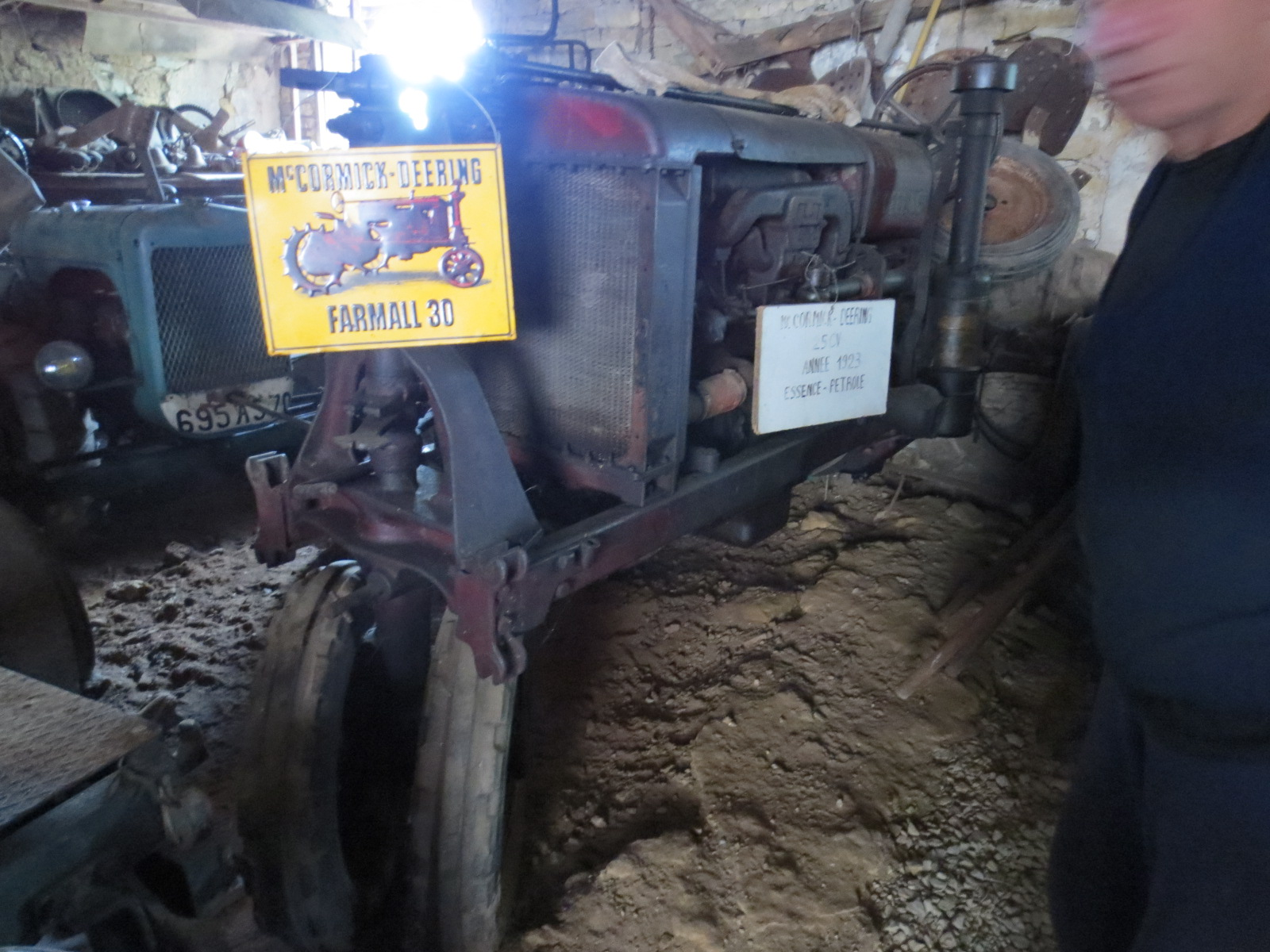
McCormick 1923

Récupérés dans toute la Franche-Comté (avec de nombreuses anciennes marques de constructeurs locaux) et dans toute la France, la plupart sont en état de fonctionnement après restauration.

## voir aussi
- Tourisme dans la Haute-Saône
- Liste des musées de la Haute-Saône
- Tracteur agricole - Machinisme agricole